# جيمس بوكانان (سياسي)
جيمس بوكانان (بالإنجليزية: James Buchanan)‏ هو قاضي ومحامي وسياسي أمريكي، ولد في 17 يونيو 1838 في الولايات المتحدة، وتوفي في 30 أكتوبر 1900 في ترنتون في الولايات المتحدة. حزبياً، نشط في الحزب الجمهوري. وقد انتخب عضو جمعية نيوجيرسي العامة وانتخب عضو مجلس النواب الأمريكي.